# Трг Карусел
Трг Карусел (франц. Place du Carrousel) је јавни трг у 1. арондисману Париза, који се налази на отвореном крају дворишта палате Лувр, простор који је, пре 1883, заузимала Палата Тиљерије. Смештен директно између музеја и Парка Тиљерије, Трг Карусел оцртава источни крај парка баш као што Трг Конкорд дефинише његов западни крај.
Назив "карусел" односи се на врсту војне дресуре, демонстрацију коња која се данас обично назива војном вежбом. Трг Карусел добио је име 1662. године, када га је за такве параде користио Луј XIV.

## Историја
Дана 5. октобра 1789. гомила из Париза спустила се на Версај и присилила краљевску породицу - Луја XVI, Марију Антоанету и њихову децу, заједно са грофом Провансе (касније краљ Луј XVIII), његовом супругом и госпођом Елизабетом, најмлађом сестра краља - да се пресели у Париз под будним оком Националне гарде. Краљ и краљица су били смештени у палати Тиљерије под надзором. У то време било је много завера осмишљених да помогну члановима краљевске породице да побегну из Француске. Краљица је одбила неколико јер није хтела да оде без краља. Друге могућности да спаси породицу одбио је неодлучни краљ. После много одлагања, на крају је покушано бекство 21. јуна 1791. године, али није успело јер је читава породица заробљена двадесет и четири сата касније у Варену и враћена у Париз у року од недељу дана.
Дана 20. јуна 1792. године „застрашујућа руља“ упала је у Тиљерије и натерала краља да носи црвену фригијску капу како би показао оданост револуцији.
Рањивост краља била је изложена 10. августа те године када је наоружана руља на путу ка палати приморала краља и краљевску породицу да потраже уточиште у Законодавној скупштини. Сат и по касније, руља је напала палату. Измасакрирали су швајцарску гарду која се борила предано и очајно. Убијено је неких седам стотина људи, а њихова крвава тела украсила су двориште испред палате, у баштама палате и дуж обала Сене. 13. августа краљевска породица је затворена у кули храма у округу Маре, под условима знатно оштријим од њиховог претходног затварања у Тиљерије.
Дана 21. августа 1792. гиљотина је постављена на Тргу Карусел и тамо је остала, са два краћа прекида, до 11. маја 1793. Укупно је тамо гиљотинирано тридесет и пет људи.
Дана 2. августа 1793. године, на бившем месту гиљотине, изграђена је дрвена пирамида као омаж Жану-Полу Марау. На њему је био натпис: „Духу покојног Мара, 13. јула, године I. Из своје подземне гробнице и даље тера издајнике да дрхте.“ Ту је била и изложба чувене каде Мара и његовог стола, где су израђене неке од његових најстрастванијих полемика. Ови предмети су остали на месту до 9. термидорске године II (28. јула 1794).
Током револуције 1848. године, палата Тиљерије је била опљачкана и тешко оштећена. Дана 23. маја 1871. године, током сузбијања Париске комуне, дванаест људи је по наређењу комунара Дардела запалило Тиљерије у седам увече, користећи нафту, течни катран и терпентин. Пожар је трајао четрдесет осам сати и у потпуности је прогутао палату. Рушевине палате Тиљерије стајале су на том месту једанаест година. 1882. године, Француска национална скупштина гласала је за рушење рушевина, и, упркос много супротним осећањима, то је постигнуто 1883. године. Остаци зграде који су се могли спасити продати су приватном предузетнику.
Након што се палата рашчишћена, тло, које је од 1662. године било познато као „Трг Карусел“, могло се поново користити као јавни трг.

## Тријумфална капија Карусел
Нестанком палате, тријумфална капија Карусел, саграђена између 1806. и 1808. године да би служила као почасни улаз у Тиљерије, постао је доминантна карактеристика Трга Карусел. То је славолук који је наручен 1806. године у знак сећања на Наполеонове војне победе претходне године. Познатија Тријумфална капија у близини пројектована је исте године, али је требало тридесет година да се изгради и отприлике је двоструко масивнија.